# Zlatna ulica
Zlatna ulica (češki: Zlatá ulička) je poznata ulica u središtu Praga u blizini Praškoga dvorca. 
Ime je povezano s djelatnošću alkemičara u 16. stoljeću, koji su prema legendi, imali zadatak proizvesti zlato koristeći kemijske reakcije. Iako je ulica prije nosila i ime po alkemičarima, oni u stvarnosti nikada nisu tamo živjeli ni radili.
Zlatna ulica sastoji se od malih razno obojanih kuća. Danas je dio prstena oko Praškoga dvorca. Postoje mnoge suvenirnice u kućama, a tu je i srednjovjekovni muzej oružja u bivšoj utvrdi iz 14. stoljeća.
Kuća br. 22 povezana je s Franzom Kafkom, češko-židovskim piscem, koji boravio u ovoj kući oko dvije godine (od 1916. do 1917.) i pisao u miru. U ulici je živio i Jaroslav Seifert, dobitnik Nobelove nagradu za književnost 1984. godine.
Zlatna ulica povezana je s kulom Dalibor, koja je nekoć bila tamnica.